# Ruch dla Chorych
Ruch dla Chorych (port. Movimento pelo Doente, MD) to portugalska partia polityczna.
Ugrupowanie to twierdzi, iż jego działalność ma na celu ochronę sprawiedliwości, pokoju, solidarności, praw człowieka i podstawowych ogólnie pojmowanych wolności, a zwłaszcza prawa do ochrony zdrowia portugalskich obywateli.